# Memoria Vetusta I: Fathers of the Icy Age
Memoria Vetusta I: Fathers of the Icy Age drugi je studijski album francuskog black metal-sastava Blut Aus Nord. Album je 1996. godine objavila diskografska kuća Impure Creations Records.

## O albumu
Ovo je jedini album grupe uz koji su bili objavljeni tekstovi svih pjesama. Naslovnica albuma preuzeta je sa slike Les Enfers francuskog slikara Françoisa de Noméa.
Album je ponovno objavio izdavač Candlelight Records 2005. godine te je tu inačicu krasila nova naslovnica, dok ga je 20. travnja 2012. godine na vinilu objavio Debemur Morti Productions, ponovo sadržavajući novi omot, koji je ovog puta načinio Valnoir iz kolektiva Metastazis.

## Popis pjesama
Tekstovi i glazba: Vindsval. 
| Br. | Skladba                                                 | Trajanje |
| --- | ------------------------------------------------------- | -------- |
| 1.  | »Slaughterday (The Heathen Blood of Ours)«              | 6:49     |
| 2.  | »On the Path of Wolf... Towards Dwarfhill«              | 5:46     |
| 3.  | »Sons of Wisdom, Master of Elements«                    | 6:07     |
| 4.  | »The Forsaken Voices of the Ghostwood's Shadowy Realm«  | 6:01     |
| 5.  | »The Territory of Witches / Guardians of the Dark Lake« | 8:12     |
| 6.  | »Day of Revenge (The Impure Blood of Theirs)«           | 5:16     |
| 7.  | »Fathers of the Icy Age«                                | 7:01     |

## Zasluge
| Blut Aus Nord - Vindsval – vokali, gitara, snimanje, miksanje - W. D. Feld – bubnjevi, klavijature | Dodatni glazbenici - Ira Aeterna – bas-gitara Ostalo osoblje - François de Nomé – naslovnica - Christophe "Volvox" Szpajdel – logotip |